# 아프로-아메리칸 연대 기구

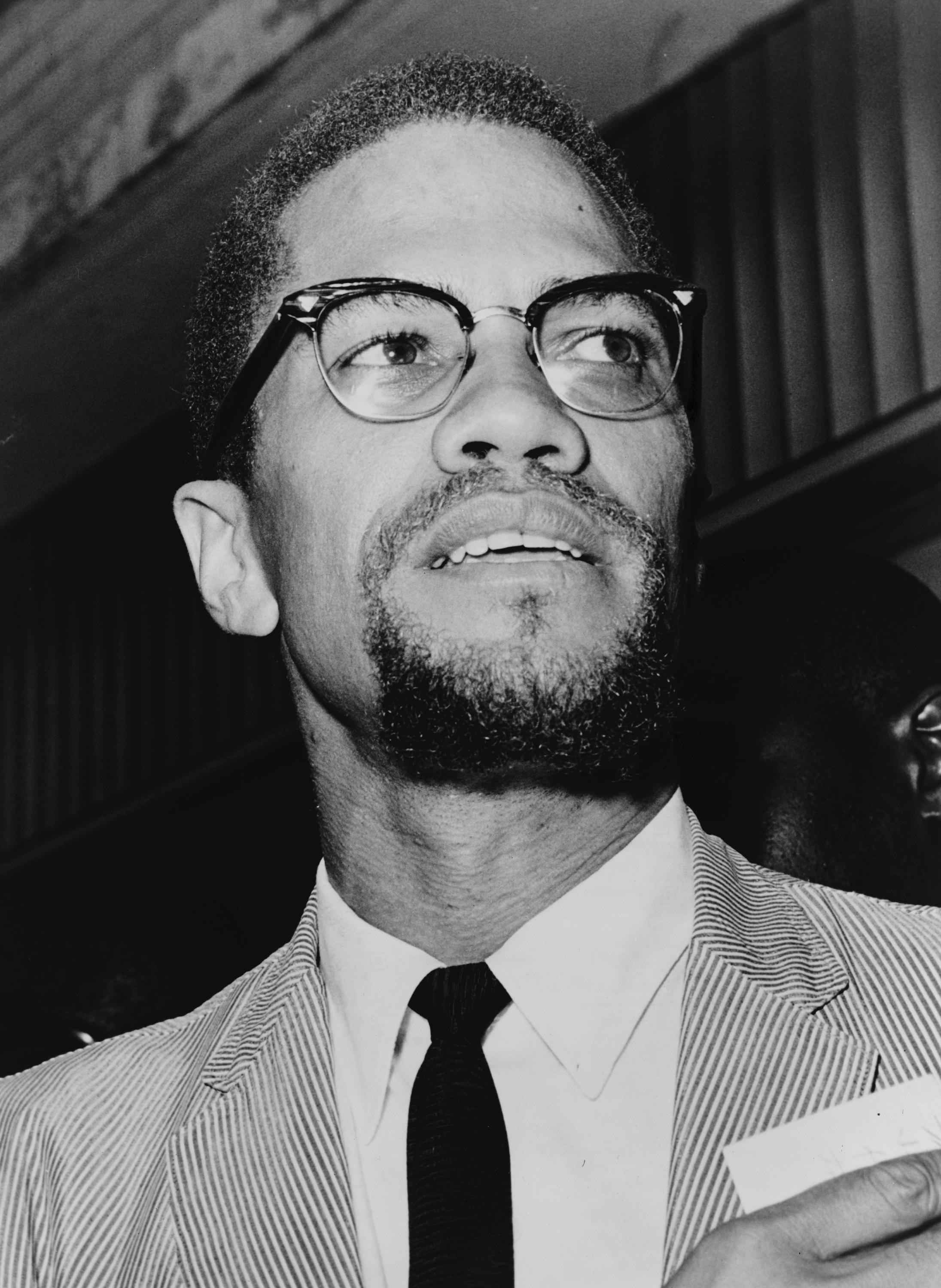
1964년의 맬컴 엑스

아프로-아메리칸 연대 기구(OAAU)는 미국의 흑인(아프리카계 미국인) 인권운동가 맬컴 엑스가 1964년에 창립한 범아프리카주의 조직이다. 말콤 엑스 자신이 1964년 4월과 5월에 아프리카를 방문하였을 때 깊은 인상을 받았던 아프리카 단결 기구를 모델로 하였다. 창설 목적은 아프리카계 미국인(아프로 아메리칸)의 인권을 위해 싸우고 미주 대륙에 거주하는 아프리카인 및 아프리카계 사람들 간의 협력을 촉진하는 데에 있었다.
말콤 X는 1964년 6월 28일 뉴욕 오듀본 볼룸 에서 열린 공개 회의에서 OAAU의 설립을 발표했다. 그는 존 헨리크 클라크, Albert Cleage, 제시 그레이, 글로리아 리처드슨 등과 함께 기구의 헌장을 작성했다. 미국 FBI 국장 존 에드거 후버는 1964년 7월 2일자 메모에서 이 신생 단체를 미국의 국가 안보를 위협하는 조직으로 설명하였다.
말콤 엑스는 존 헨리크 클라크와 함께 아프로-아메리칸 연대 기구(OAAU) 기본 연대 프로그램에 다음과 같은 내용을 썼다.
1. 회복: "우리를 노예 소유자들의 억압으로부터 해방하기 위해서는 아프리카계 미국인(아프로-아메리칸)이 아프리카와의 소통을 회복하는 것이 절대적으로 필요하다."
2. 재정립: "우리는 아프리카에 대한 유익한 책을 읽고 그곳을 여행한 사람들의 경험을 들음으로써 아프리카에 대해 많은 것을 배울 수 있다."
3. 교육: "아프로-아메리칸 연대 기구는 우리 아이들의 지성을 해방할 독창적인 교육 방법과 절차를 고안할 것이다. 우리는 자격을 갖춘 아프리카계 미국인(아프로-아메리칸)들이 우리의 지성을 해방하는 데 필요한 교과서를 집필하고 출판하도록 장려할 것이다. 그리고 그들[우리 아이들]을 가정에서 교육할 것이다."
4. 경제적 안정: "해방 선언 이후 ... 아프리카계 미국인(아프로-아메리칸)은 미국에서 공통의 기원과 집단적 경험을 가진 가장 큰 동질적 민족 집단이며, 경제적 또는 정치적 자유를 행사할 수 있다면 단기간에 이 나라를 소유하게 될 것이라는 사실이 밝혀졌다. 우리는 기술자 은행을 설립해야 한다. 이를 통해 아프리카의 신생 독립국들이 현재와 미래에 필요한 기술자를 얻기 위해 형제인 우리에게 의지할 수 있도록 해야 한다."
5. 자기방어: "하나의 민족을 노예로 만들고 예속시키기 위해서는 자기방어권을 박탈해야 한다. 우리는 아프리카계 미국인(아프로 아메리칸)들이 유엔 인권 헌장과 미국 헌법의 보장을 거부하게 하는 것을 유일한 목표로 삼는 인종차별주의자들의 악의적인 공격에 맞서 스스로를 방어할 것을 촉구한다."

OAAU는 흑인으로 구성된 사회 전반의 모든 측면에 대한 흑인의 주권적 통제를 주장했다. 창립대회에서 말콤 엑스는 이 조직의 주된 관심사는 흑인의 인권에 있지만, 유권자 등록, 학교 교육 보이콧, 임대료 파업, 주택 재건, 중독자, 미혼모, 문제 아동을 위한 사회 프로그램에도 초점을 맞출 것이라고 밝혔다. 말콤 엑스는 이 기구를 흑인들 사이에 퍼져 있던 그들 자신과 그들의 문화에 대한 '세뇌'에 가까운 왜곡된 의식을 걷어내어 없애는 수단으로 여겼다.
1964년 7월 17일, 맬컴 엑스는 OAAU의 대표로서 이집트 카이로에서 열린 아프리카 단결 기구(OAAU) 2차 회의에 초청되었다.
이때 한 기자가 백인들도 OAAU에 가입해 흑인 인권 운동에 참여할 수 있는지 묻는 질문에 맬컴 엑스는 "단언코 없다"(Definitely not)고 대답하면서, "존 브라운(John Brown)이 살아 온다면 우리와 함께할 수도 있겠지만"(John Brown were still alive, we might accept him)이라고 덧붙이기도 했다.
그러나 맬컴 엑스에게 생에 허락된 시간은 충분하지 않았다. OAAU가 어느 정도 자리가 잡히기도 전인 1965년에 맬컴 엑스가 암살당한 뒤, 이복 누나인 엘라 리틀 콜린스가 OAAU를 이어받았지만, 맬컴 액스가 부재한 조직의 회원 수는 나날이 줄어들었고, 끝내는 와해되고 말았다.

## 참고 문헌

### 인용된 작품
- Natambu, Kofi (2002). 《The Life and Work of Malcolm X》. Indianapolis: Alpha Books. ISBN 978-0-02-864218-5.
- Perry, Bruce (1991). 《Malcolm: The Life of a Man Who Changed Black America》. Barrytown, N.Y.: Station Hill. ISBN 978-0-88268-103-0.
- Sales Jr., William W. (1994). 《From Civil Rights to Black Liberation: Malcolm X and the Organization of Afro-American Unity》. Boston: South End Press. ISBN 978-0-89608-480-3.
- Millere, Mauricelm-Lei (2021). 《Malcolm X and The Organization of Afro-American Unity: African American Defense League (A2DL - OAAU)》. online: Kindle Books. ASIN B097YR2SBH.